# Goliath (molen)
De Goliath is een poldermolen bij de Eemshaven in de Nederlandse provincie Groningen.

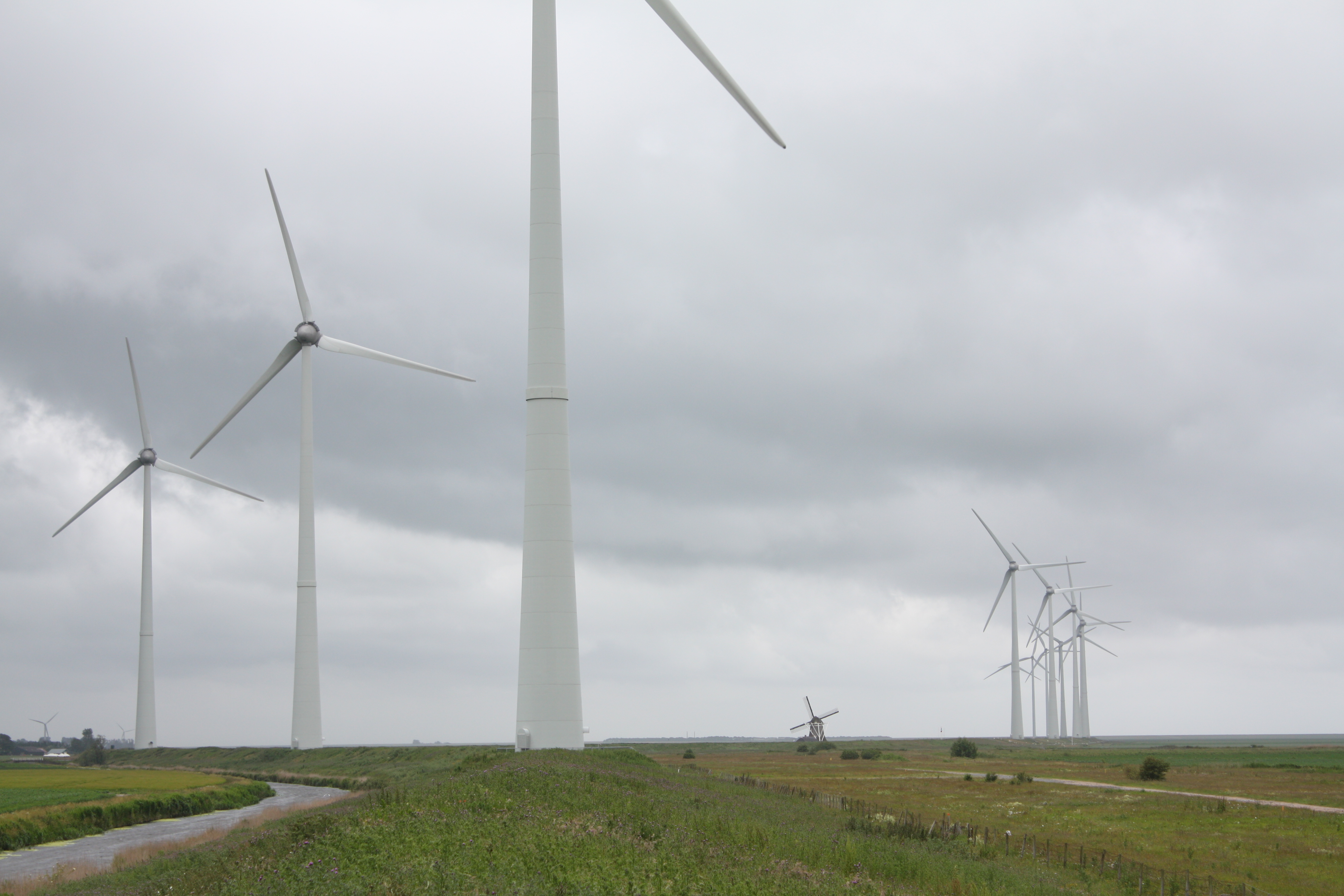
Windmolen De Goliath te midden van veel grotere windturbines.

De molen stamt uit 1897 en is de noordelijkste molen van het Nederlandse vasteland. De Goliath heeft geen functie meer (de watergang loopt nu om de molen heen), maar bemaalde ooit de Eemspolder. De molen kan het water echter wel rondmalen in een circuit. De molen is in 2006 voorzien van een nieuw wiekenkruis en is weer maalvaardig.
Tot 2003 viel de molen officieel onder de plaats Uithuizermeeden, sindsdien heeft de molen een nieuw postadres met als plaatsnaam Eemshaven. De molen is eigendom van de Stichting Beheer en Behoud van het Poldermolencomplex De Goliath. Dankzij de enthousiaste molenaar Ida Wierenga-Spijk een begrip geworden in Noord-Nederland en zelfs ver daarbuiten.

## Exterieur
De molen heeft een grenenhouten achtkantige romp op een hoge gemetselde voet, beide bedekt met riet. De kap is eveneens met riet gedekt. Het wiekenkruis heeft een vlucht van 23,50 meter en is uitgerust met Oud-Hollands hekwerk met zeilen. Een opvallend kenmerk is de eenvoudige, witgeschilderde baard met rood afgebiesde krullen, zonder opschrift. In de uitstroomsluis bevindt zich een gedenksteen met een inscriptie die herinnert aan de drooglegging van de polder. De molen wordt omringd door moderne windturbines, wat zorgt voor een markant contrast tussen historisch en hedendaags gebruik van windenergie.

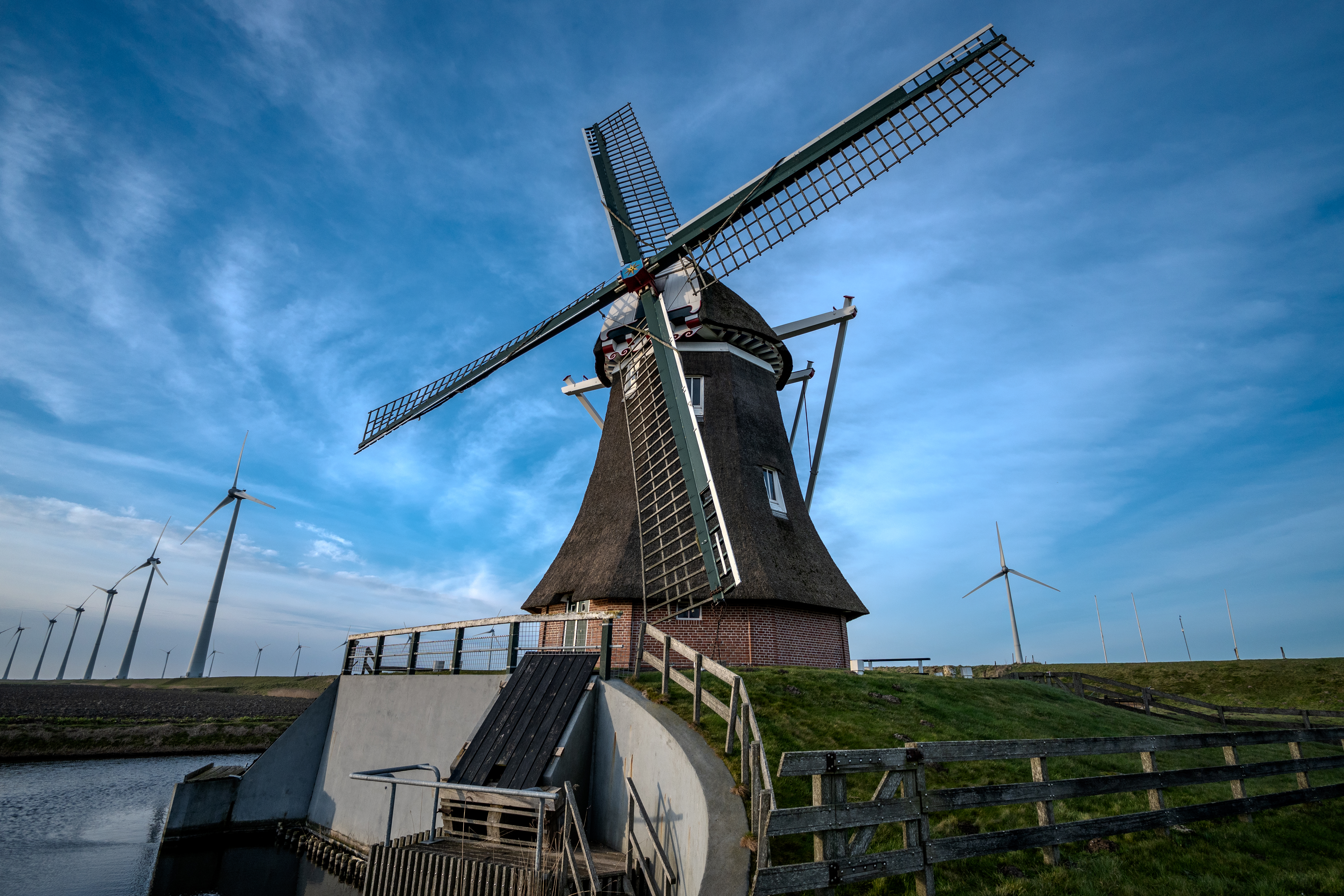
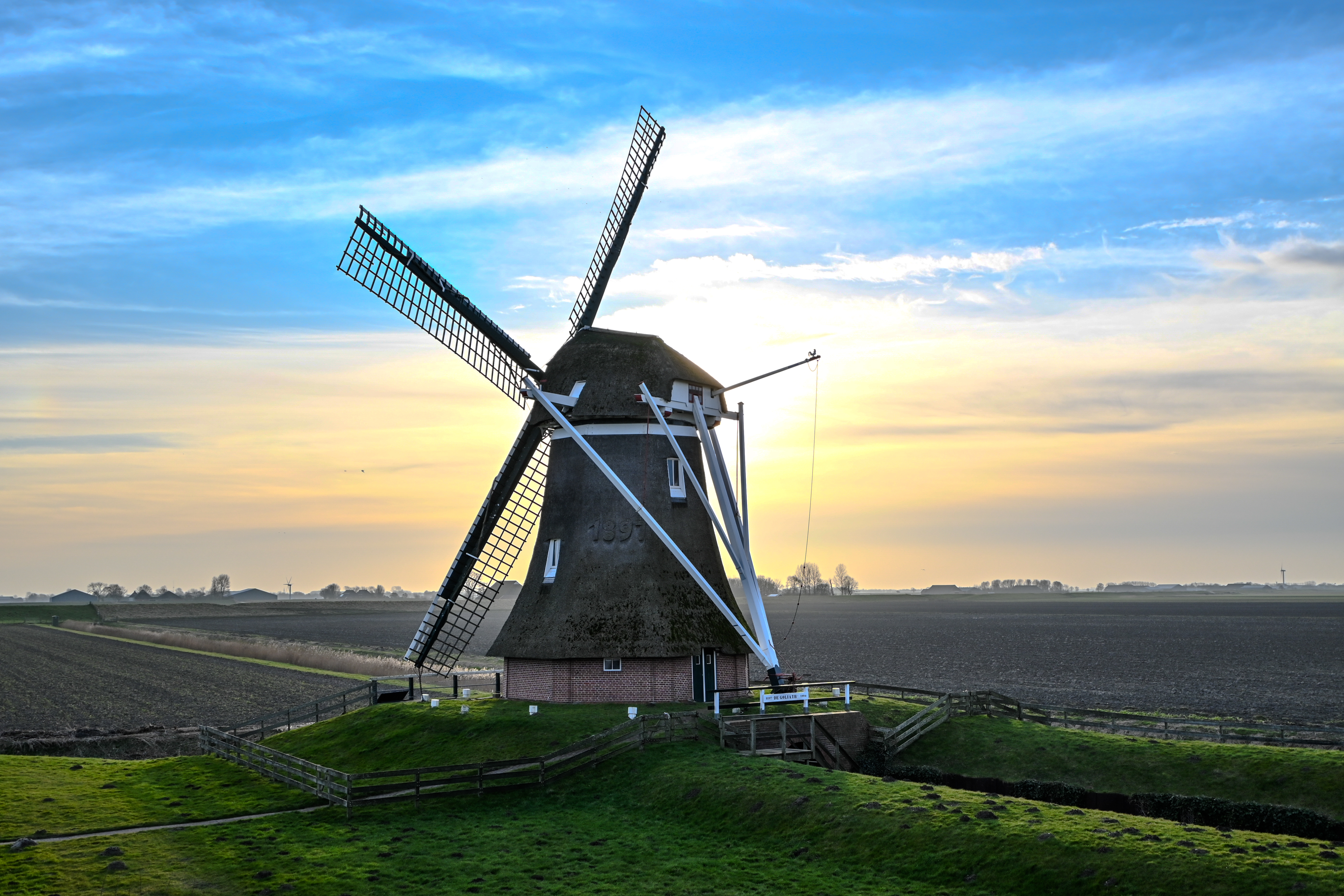
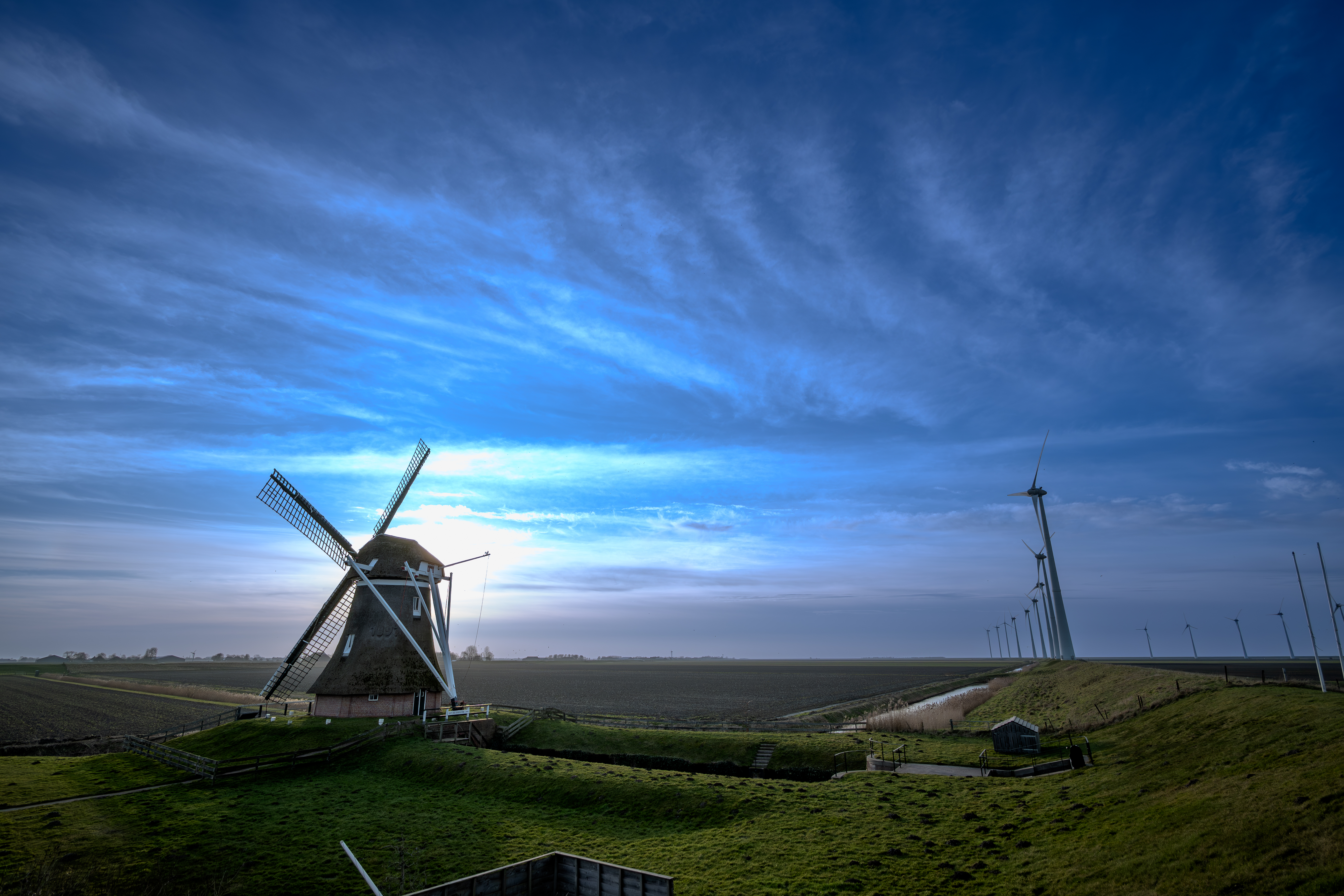
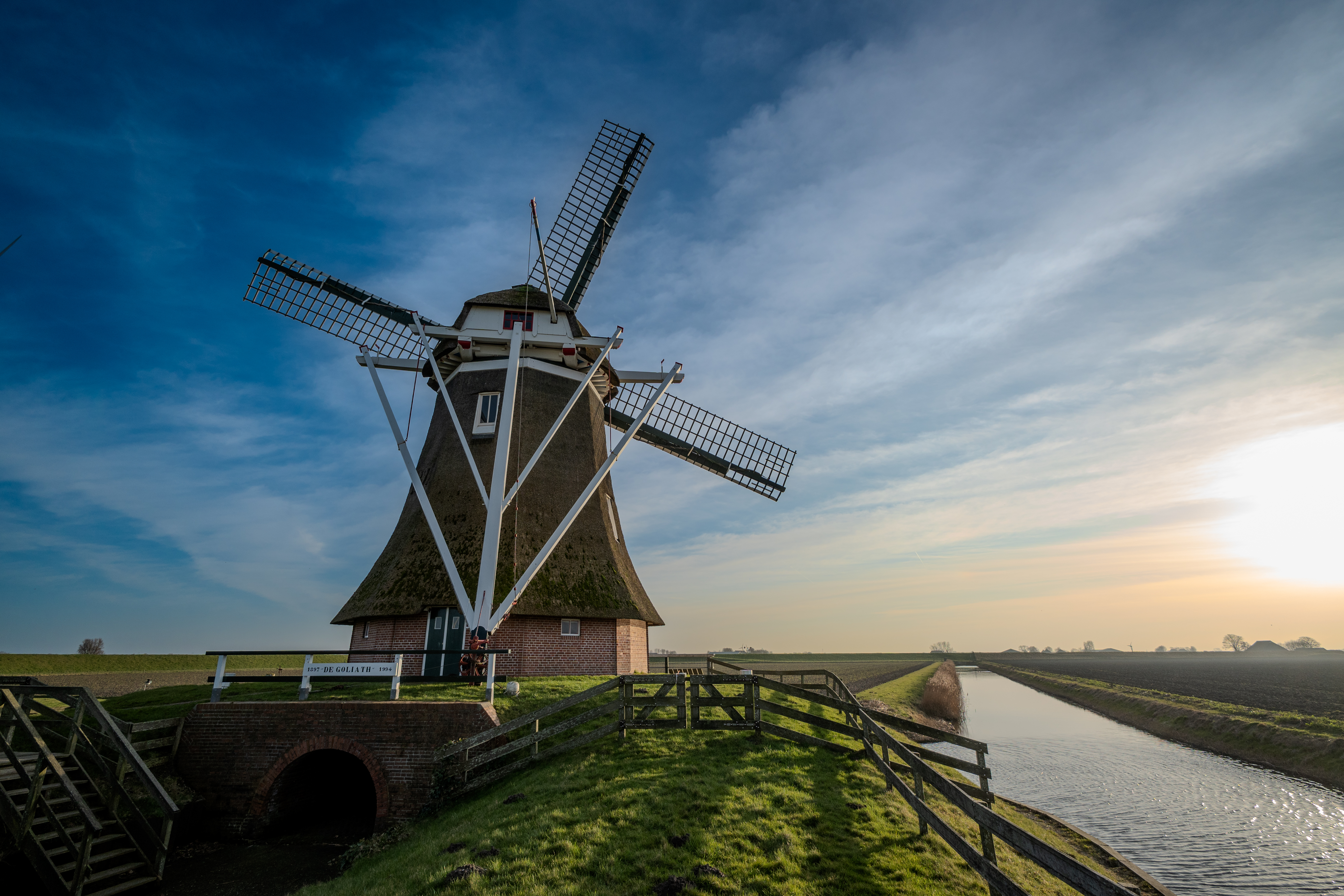